# Équipe du Japon de football à la Coupe des confédérations 2003
L'équipe du Japon de football participe à sa 3e Coupe des confédérations lors de l'édition 2003 qui se tient en France du 18 juin 2003 au 29 juin 2003. Elle se rend à la compétition en tant que vainqueur de la Coupe d'Asie des nations.

## Résultats

### Phase de groupe
|   | Équipe           | Pts | J | G | N | P | BP | BC | Diff |
| - | ---------------- | --- | - | - | - | - | -- | -- | ---- |
| 1 | France           | 9   | 3 | 3 | 0 | 0 | 8  | 1  | +7   |
| 2 | Colombie         | 6   | 3 | 2 | 0 | 1 | 4  | 2  | +2   |
| 3 | Japon            | 3   | 3 | 1 | 0 | 2 | 4  | 3  | +1   |
| 4 | Nouvelle-Zélande | 0   | 3 | 0 | 0 | 3 | 1  | 11 | -10  |

| 18 juin 2003 | Japon    | 3 | 0 | Nouvelle-Zélande |
| 20 juin 2003 | France   | 2 | 1 | Japon            |
| 22 juin 2003 | Colombie | 1 | 0 | Japon            |

| 18 juin 2003 18:00        | Nouvelle-Zélande | 0 - 3 | Japon                          | Stade de France, Saint-Denis                  |                                               |
| Historique des rencontres |                  |       | Nakamura 12e, 75e · Nakata 65e | Spectateurs : 36 038 Arbitrage : Coffi Codjia | Spectateurs : 36 038 Arbitrage : Coffi Codjia |
| Historique des rencontres | (Rapport)        |       |                                | Spectateurs : 36 038 Arbitrage : Coffi Codjia | Spectateurs : 36 038 Arbitrage : Coffi Codjia |

| 20 juin 2003 19:00        | Colombie                              | 3 - 1 | Nouvelle-Zélande | Stade Gerland, Lyon                            |                                                |
| Historique des rencontres | López 58e · Yepes 75e · Hernández 85e |       | de Gregorio 27e  | Spectateurs : 22 811 Arbitrage : Carlos Batres | Spectateurs : 22 811 Arbitrage : Carlos Batres |
| Historique des rencontres | (Rapport)                             |       |                  | Spectateurs : 22 811 Arbitrage : Carlos Batres | Spectateurs : 22 811 Arbitrage : Carlos Batres |

| 22 juin 2003 21:00        | Japon     | 0 - 1 | Colombie      | Stade Geoffroy-Guichard, Saint-Étienne           |                                                  |
| Historique des rencontres |           |       | Hernández 68e | Spectateurs : 24 541 Arbitrage : Jorge Larrionda | Spectateurs : 24 541 Arbitrage : Jorge Larrionda |
| Historique des rencontres | (Rapport) |       |               | Spectateurs : 24 541 Arbitrage : Jorge Larrionda | Spectateurs : 24 541 Arbitrage : Jorge Larrionda |

## Effectif
Sélectionneur :  Zico
| No. | Pos.      | Joueur                | Date de naissance et âge | Sélec. | Club                 |
| --- | --------- | --------------------- | ------------------------ | ------ | -------------------- |
| 1   | Gardien   | Seigo Narazaki        | 11 avril 1976            | 29     | Nagoya Grampus Eight |
| 2   | Défenseur | Akira Narahashi       | 26 novembre 1971         | 38     | Kashima Antlers      |
| 3   | Défenseur | Yutaka Akita          | 6 août 1970              | 45     | Kashima Antlers      |
| 4   | Défenseur | Ryuzo Morioka         | 7 octobre 1975           | 38     | Shimizu S-Pulse      |
| 5   | Milieu    | Junichi Inamoto       | 18 septembre 1979        |        | Fulham               |
| 6   | Milieu    | Toshihiro Hattori     | 23 septembre 1973        | 44     | Júbilo Iwata         |
| 7   | Milieu    | Hidetoshi Nakata      | 22 janvier 1977          | 51     | Parma                |
| 8   | Milieu    | Mitsuo Ogasawara      | 5 avril 1979             | 11     | Kashima Antlers      |
| 9   | Attaquant | Yoshito Okubo         | 9 juin 1982              | 3      | Cerezo Osaka         |
| 10  | Milieu    | Shunsuke Nakamura     | 24 juin 1978             | 25     | Reggina              |
| 11  | Milieu    | Daisuke Matsui        | 11 mai 1981              | 0      | Kyoto Purple Sanga   |
| 12  | Gardien   | Yoichi Doi            | 25 juillet 1973          | 0      | FC Tokyo             |
| 13  | Milieu    | Daisuke Oku           | 7 février 1976           | 23     | Yokohama F. Marinos  |
| 14  | Défenseur | Alessandro dos Santos | 20 juillet 1977          | 14     | Shimizu S-Pulse      |
| 15  | Milieu    | Tomokazu Myojin       | 24 janvier 1978          | 26     | Kashiwa Reysol       |
| 16  | Milieu    | Kōji Nakata           | 9 juillet 1979           | 38     | Kashima Antlers      |
| 17  | Défenseur | Tsuneyasu Miyamoto    | 7 février 1977           | 17     | Gamba Osaka          |
| 18  | Attaquant | Yuichiro Nagai        | 14 février 1979          | 3      | Urawa Reds           |
| 19  | Milieu    | Yasuhito Endō         | 28 janvier 1980          | 3      | Gamba Osaka          |
| 20  | Attaquant | Naohiro Takahara      | 4 juin 1979              | 21     | Hamburg              |
| 21  | Défenseur | Keisuke Tsuboi        | 16 septembre 1979        | 1      | Urawa Reds           |
| 22  | Défenseur | Nobuhisa Yamada       | 10 septembre 1975        | 2      | Urawa Reds           |
| 23  | Gardien   | Yoshikatsu Kawaguchi  | 15 août 1975             | 54     | Portsmouth           |

## Navigation